# Habilleuse

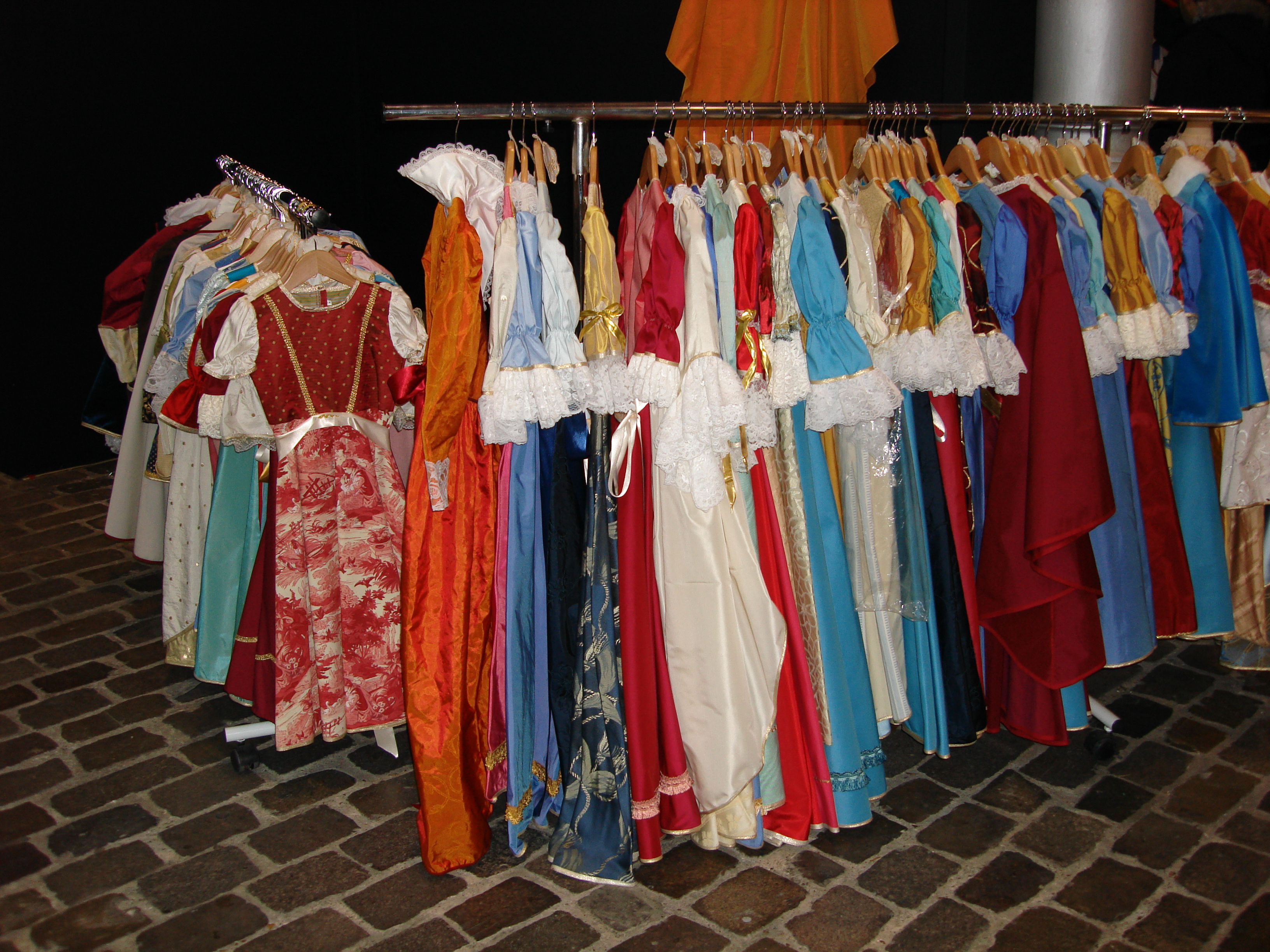

L'habilleuse ou l'habilleur est une personne dont le métier, au théâtre, au cinéma, à la télévision ou lors de défilés, est d'habiller les comédiens et d'entretenir leurs costumes. Elle effectue les petites retouches, comme les ourlets ou les boutons décousus, la lessive et le repassage.  Elle organise aussi l'installation des loges des artistes. 
Au théâtre, sa présence est indispensable en loge pour la préparation du spectacle et l'habillage du comédien puis en coulisses pour les changements rapides de costumes.
Au cinéma, en plus de son rôle habituel, elle surveille les costumes de tous les comédiens et entre chaque prise pour éviter les faux-raccords. Lors de l'habillage d'un ou d'une comédienne elle travaille en collaboration avec les maquilleuses et les coiffeuses.
C'est souvent un métier exercé par des femmes. Pour être habilleuse les qualités requises sont principalement le dynamisme, la réactivité et l'efficacité. Le fait qu'elle soit là suffit parfois à apaiser les artistes. Elle doit aussi être présente pour les comédiens avec qui elle a un rapport particulier et savoir rester discrète et effacée.
Le terme « habilleuse » désigne également le rôle donné, le plus souvent, aux étudiants en écoles de mode lors des défilés : ils ont alors pour mission d'aider les mannequins à passer leurs tenues et surtout à changer de tenue entre deux passages sur le podium. Les mannequins ont besoin d'aide car les vêtements sont souvent fragiles et/ou cousus à même le modèle. Une fois habillées, elles ne peuvent parfois ni se baisser ni s'asseoir pour mettre leurs chaussures.